# Флаг Ипатова
Флаг муниципального образования город Ипа́тово Ипатовского муниципального района Ставропольского края Российской Федерации — опознавательно-правовой знак, служащий официальным символом муниципального образования.
Данный флаг утверждён 20 декабря 2007 года решением Совета депутатов муниципального образования города Ипатово № 147 и 27 февраля 2008 года внесён в Государственный геральдический регистр Российской Федерации с присвоением регистрационного номера 3899.

## Описание
Флаг города Ипатово имеет следующее описание:

Флаг представляет собой вертикально рассечённое на две равные половины жёлто-красное полотнище с соотношением сторон 2:3, несущее в себе фигуру герба: шишку хмеля с листьями тех же переменных цветов, увершанную переменных цветов волютой.

## Обоснование символики
Флаг города Ипатово воспроизводит композицию герба, который языком символов и аллегорий отражает исторические, социально-экономические и иные особенности муниципального образования.
Жёлтая половина полотнища символизирует территорию города и подчинённого ему района как край золотого руна и золотого колоса. Красная половина свидетельствует о революционном прошлом и герое гражданской войны П. М. Ипатове, в честь которого в 1935 году был назван город. Помещённая в центр полотнища главная фигура герба Ипатова — шишка хмеля — отражает историческое название города (Винодельное) и современную славу ипатовского пива, от производства которого муниципалитет имеет одну из главных статей дохода. Шишка хмеля увершана волютой, напоминающей изогнутые бараньи рога. Так издревле изображалась овца, и этот знак, начиная с эпохи бронзы, являлся символом плодородия.
Жёлтый цвет символизирует просвещение, мужское начало, неподверженность порче, мудрость, стойкость, честь, богатство, свет, озарение, гармонию, истину.
Красный цвет символизирует Веру, великомученничество, зенит цвета, воинственность, достоинство, мужество, силу, неустрашимость, упорство, великодушие, праздник, отвагу.

## История
После наделения Ипатова статусом городского поселения и введения в действие в Ставропольском крае Федерального закона «Об общих принципах организации местного самоуправления в Российской Федерации» началась разработка новой символики города. В ходе подготовительной работы ставропольскими художниками было создано 15 эскизов герба и флага, которые неоднократно обсуждались на заседаниях городского совета и встречах с общественностью.
20 декабря 2007 года решением Совета депутатов Ипатова были утверждены окончательные варианты герба города и составленного на его основе флага, разработанные художником-геральдистом С. Е. Майоровым при участии секретаря геральдической комиссии при губернаторе Ставропольского края Н. А. Охонько.
27 февраля 2008 года, в соответствии с решением Геральдического совета при Президенте Российской Федерации, флаг муниципального образования города Ипатово, утверждённый в декабре 2007 года, был внесён Государственный геральдический регистр Российской Федерации под номером 3900. Свидетельства о государственной регистрации официальных символов Ипатова были вручены главе муниципального образования В. Б. Галактионову в ходе торжественной церемонии, проходившей 27 марта 2008 года в помещении Министерства культуры Ставропольского края.